# Paresthesie
Paresthesie (Grieks παραίσθησις, paraisthesis, 'ernaast-waarneming') is een stoornis in de gevoelssensatie. Mensen met een paresthesie ervaren dit als een onprettig prikkelend, tintelend of brandend gevoel. Soms zijn er ook andere gevoelswaarnemingen zoals hitte, koude of jeuk. Aan de huid of het lichaamsdeel waar paresthesie wordt ervaren is doorgaans niets te zien, en er is geen externe prikkel aan te wijzen die voor dit gevoel verantwoordelijk is. Opmerkelijk is dat een lichte aanraking van een paresthetische huid vaak als erg pijnlijk wordt ervaren (hyperesthesie, hyperpathie of allodynie).
Soms is paresthesie reversibel maar lang niet altijd of slechts gedeeltelijk.
Paresthesie komt het meest voor in handen en voeten, maar kan op elke plaats voorkomen waar zich gevoelszenuwen bevinden. Een reden waarom handen en voeten vaak zijn aangedaan is dat de zenuwen die daarheen leiden, relatief lang zijn. Hoe langer een zenuw, des te groter de kans dat er zich ergens in het traject een probleem voordoet.

## Oorzaken
Paresthesie wordt veroorzaakt door een verstoorde werking van een of meer sensorische zenuwen: neuropathie.
De onderliggende oorzaak van die verstoring kan zeer divers zijn.
- Vergiftiging (ook door medicijnen, als bijwerking) kan ook een oorzaak zijn. Diabetes mellitus is een bekende oorzaak, en paresthesie is daarbij soms zelfs het eerste symptoom. Ook bij leveraandoeningen zoals levercirrose kan dit voorkomen. Hierbij speelt dezelfde oorzaak een rol, doordat resp. suiker of afvalstoffen die niet door de lever worden opgeruimd, voor een vergiftiging zorgen.
- Voedingsstoornissen, zoals gebrek aan vitamine B1, vitamine B5 (zeldzaam) of vitamine B12 (te weinig/geen inname zoals bij vegetariërs/veganisten, of malabsorptie met diverse mogelijke oorzaken).
- Er kan ook een mechanische oorzaak zijn waardoor een zenuw niet goed kan functioneren. Een zenuw die knel zit (bv. bij het carpaletunnelsyndroom of trigeminusneuralgie) of die beschadigd is door een verwonding of bij een operatie. Complex regionaal pijnsyndroom (CRPS) gaat ook vaak gepaard met paresthesie. De tinteling die optreedt bij (dreigende) bevriezing van de huid is ook een paresthesie. Langdurige druk op een zenuw kan ook paresthesie geven: 'paralyse d'amoureux': twee geliefden die in elkaars armen in slaap vallen en na een tijdje wakker worden met tintelende armen omdat de geliefde er een tijd op heeft gelegen.
- Het is ook mogelijk dat de oorzaak niet direct bij de zenuw ligt, maar door een slechte doorbloeding, waardoor zenuwen niet goed meer kunnen functioneren: een embolie, atherosklerose.
- Infectieuze oorzaken, zoals het herpesvirus kunnen zenuwen aantasten en zo paresthesie veroorzaken. Een bekend voorbeeld is het tintelende gevoel bij de koortslip.
- Neurologische oorzaken, zoals multiple sclerose, dunnevezelneuropathie, restverschijnsel na CVA's, bij epilepsie of bij migraine.
- Auto-immuunziekten zoals lupus erythematodes.
- Als gevolg van langdurig snel en diep ademen, zoals dat gezien wordt bij angst, stress of paniek, maar zoals dat ook gezien wordt bij pijn, bijvoorbeeld een myocardinfarct.

Let op: Deze opsomming is zeker niet compleet. Er zijn nog honderden andere oorzaken van paresthesie.

## Behandeling
Zoals moge blijken uit de opsomming van mogelijke oorzaken, is er niet één middel om neuropathie te behandelen. De behandeling is gelegen in het opsporen en zo mogelijk behandelen van de oorzaak.
Vaak blijkt paresthesie een erg hardnekkige klacht die moeilijk te bestrijden is, ook als de oorzaak is weggenomen. Traditionele pijnstillers helpen hierbij doorgaans niet.